# Khumban
Khumban è il dio del cielo elamita. il cui equivalente nella religione dei Sumeri è Anu.
Diversi sovrani elamiti, tra cui Khumbanigash I (742-717), Khumban-Khaltash II, che secondo Cronaca 16, ha invaso Babilonia nel 675 AC, e Khumban-numena, re di Anshan e Susa, presero il nome in onore del dio Khumban.